# Hypena trigonalis
Hypena trigonalis là một loài bướm đêm trong họ Erebidae.